# Uíge
Uíge (fino al 1975 chiamata Carmona) è una città dell'Angola settentrionale, capoluogo della provincia omonima. Ha una popolazione di 113 738 abitanti.